# Automobiles Léon Buat

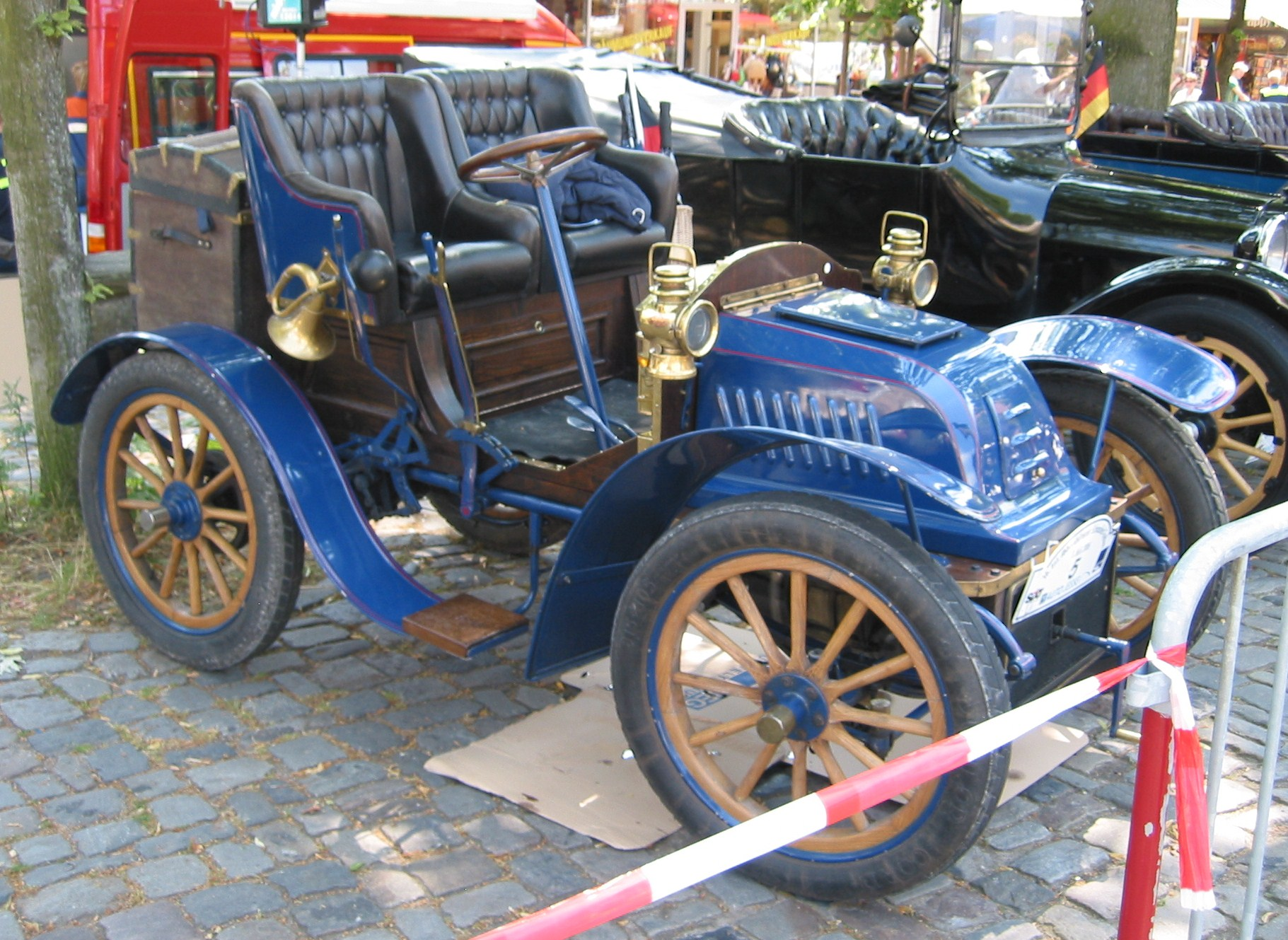
Buat von 1903

Das gleiche Fahrzeug während des London to Brighton Veteran Car Run 2006

Automobiles Léon Buat war ein französischer Hersteller von Automobilen.

## Unternehmensgeschichte
Das Unternehmen begann 1900 in Senlis mit der Produktion von Automobilen. Im gleichen Jahr wurden Fahrzeuge auf dem Pariser Automobilsalon präsentiert. Der Markenname lautete Buat. 1906 endete die Produktion.

## Fahrzeuge
Das erste Modell 3 ½ CV wurde bis 1903 produziert. Es besaß einen Einzylinder-Einbaumotor von De Dion-Bouton. Ab 1903 wurden fünf Modelle mit Motoren von Aster hergestellt. Es gab die Einzylindermodelle 6 ½ CV und 9 CV, das Zweizylindermodell 12 CV sowie die Vierzylindermodelle 16 CV und 24 CV. Ab 1905 ergänzte das große Vierzylindermodell 30 CV das Angebot.
Ein Fahrzeug dieser Marke nimmt gelegentlich am London to Brighton Veteran Car Run teil.